# Harry Ricardo
Sir Harry Ricardo, angleški inženir, * 26. januar 1885, † 18. maj 1974.
Ricardo je bil eden prvih raziskovalcev na področju motorja z notranjim zgorevanjem; tako je deloval na razvoju avtomobilskih, letalskih in tankovskih motorjev.

## Nagrade
- Rumfordova medalja